# Grande synagogue de Paris
Pour les articles homonymes, voir Grande synagogue.
La grande synagogue de Paris, généralement appelée synagogue de la Victoire ou grande synagogue de la Victoire, du nom de la rue où elle est située au no 44 rue de la Victoire, dans le 9e arrondissement de Paris, est la principale synagogue de la capitale, siège du grand rabbin de Paris.

## Historique

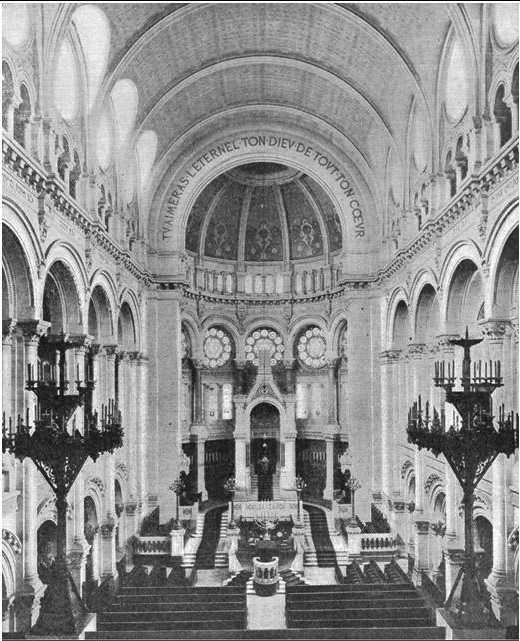
Intérieur de la synagogue au début du XXe siècle, photographie publiée dans la Jewish Encyclopedia.

Pendant la Restauration, et surtout sous le Second Empire, la communauté juive parisienne a plus que doublé passant de 12 000 à 25 000 membres.
Il est donc décidé de construire une nouvelle synagogue par souscription. Le principal souscripteur fut Gustave de Rothschild. Et le terrain est offert par la ville de Paris. À cet emplacement se trouvait dans les années 1830 le siège de la légation des États-Unis en France.
L’architecte de la grande synagogue de Paris est Alfred-Philibert Aldrophe (1834-1895), qui a également construit la synagogue de Versailles et celle d’Enghien-les-Bains. Conçue dans un style néo-byzantin, elle est commencée en 1867, inaugurée en 1874 et ouverte au culte public en 1875.
Le 21 avril 1890, Alfred Dreyfus s'y est marié avec Lucie Hadamard. C'est le grand rabbin de France, Zadoc Kahn, grand dreyfusard, qui officie.
En 1891, Theodor Herzl arrive à Paris en tant que journaliste du journal viennois Neue Freie Presse. Il y vit plusieurs années et sera témoin des événements liés à l'affaire Dreyfus. Durant ces années, il se rend plusieurs fois à la Grande Synagogue de Paris. En 1894, il écrit dans son journal : « L'idée s'est renforcée en moi que je devais faire quelque chose pour les juifs. J'ai été pour la première fois au Sanctuaire de prière de la Rue de la Victoire, et la prière m'a paru de nouveau festive et émouvante. Beaucoup de choses m'ont rappelé mon enfance et le sanctuaire de Dohány utca à Budapest ».
En octobre 1896, à l'occasion de la visite en France du tsar russe Nicolas II, une cérémonie a lieu dans la synagogue de la rue de la Victoire, à laquelle assiste le Consistoire au complet ainsi que de nombreux Russes. Le grand-rabbin de France Zadoc Kahn y prononce un discours en l'honneur du souverain.
Pendant l'Occupation allemande, dans la nuit du 2 au 3 octobre 1941, une bombe explose dans la grande synagogue lors d'une nuit d'attentats touchant au total six synagogues parisiennes,. L'attentat est organisé par le Mouvement social révolutionnaire (MSR), parti d'extrême droite fondé par Eugène Deloncle.
En 1942, des miliciens profanent son tabernacle et des œuvres s'y trouvant sont dégradées.
En 1943, à l'issue de l'office de Roch Hachana, la police et la Gestapo organisent un contrôle d'identité à la sortie de la synagogue. Prévenus, les dirigeants communautaires ont pu cacher les personnes en situation irrégulière.
Après la guerre, la synagogue entame une rénovation qui n'est achevée qu'en 1967.
Cette synagogue, propriété de la ville de Paris, fait l’objet d’un classement au titre des monuments historiques depuis le 11 décembre 1987.

## Architecture

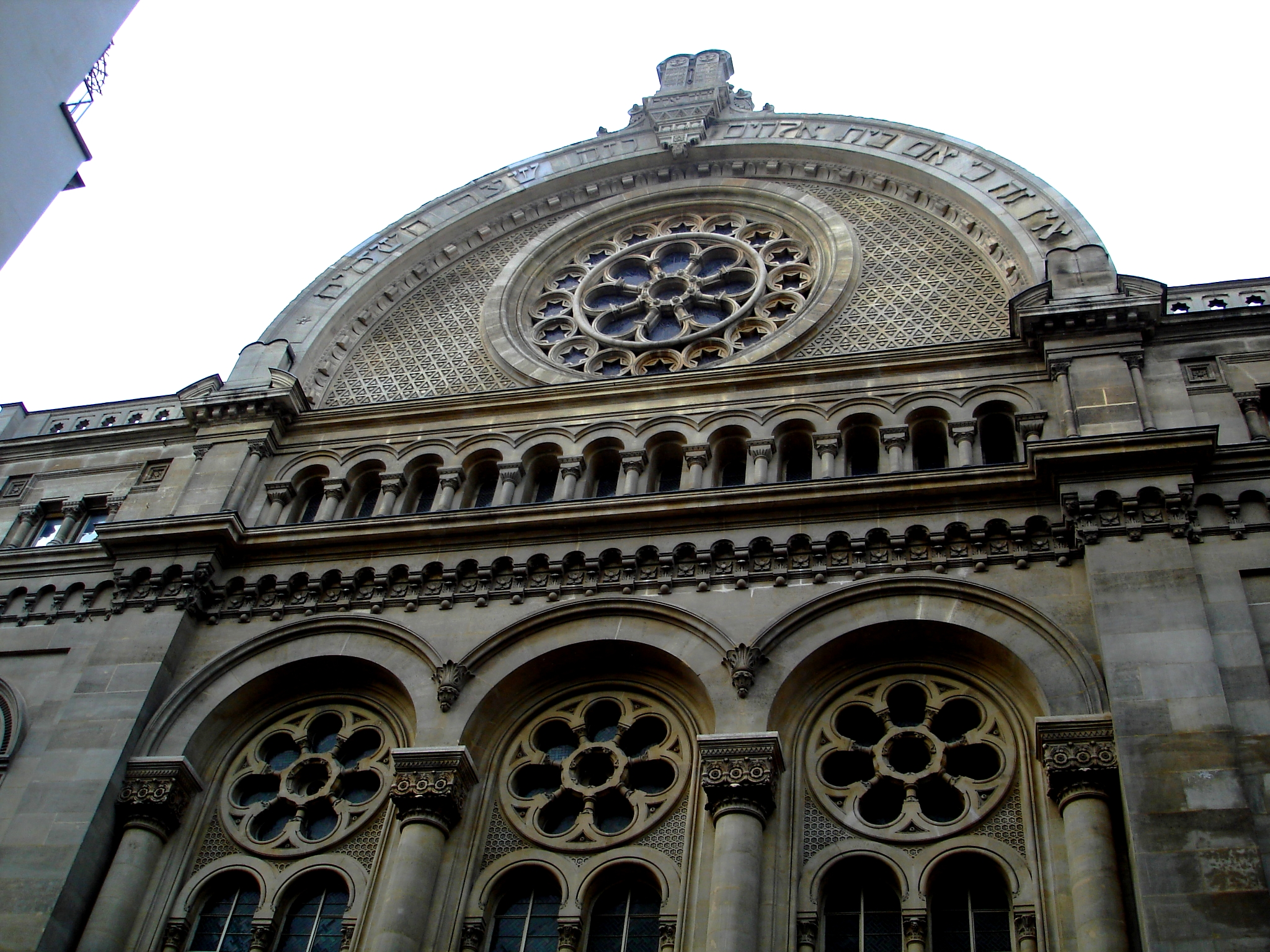
Fronton de la synagogue.

Sur la façade, au-dessus des portes est inscrit en hébreu un verset tronqué tiré du Livre d’Ésaïe 56, 7 « וְשִׂמַּחְתִּים בְּבֵית תְּפִלָּתִי כִּי בֵיתִי בֵּית תְּפִלָּה יִקָּרֵא לְכָל הָעַמִּים », traduit par « Je les comblerai de joie dans ma maison de prières, [leurs holocaustes et autres sacrifices seront les bienvenus sur mon autel], car ma maison sera dénommée maison des prières pour toutes les nations. » Une étoile de David au milieu du verset symbolise la partie tronquée.
L’inscription en hébreu sur le grand pignon semi-circulaire est un verset de Genèse (Gn 28. 17) tiré de l'épisode de l'échelle de Jacob : « אֵין זֶה כִּי אִם בֵּית אֱלֹהִים וְזֶה שַׁעַר הַשָּׁמָיִם », traduit par « Ce n’est autre que la maison de Dieu, c’est la porte des cieux ». Le mot Dieu utilisé est אֱלֹהִים, Élohim, précède une représentation des tables de la Loi. On retrouve dans les deux inscriptions le mot בֵּית, beth, « maison ».
À l'intérieur, on peut lire sur le même pignon le verset du Lévitique « Tu aimeras ton prochain comme toi-même » en français. Le décor intérieur montre des inscriptions religieuses au-dessus des portes. À la voûte du chœur se lisent en français les noms des prophètes. Le nom de David est inscrit dans le cul de four. Il comporte également une série de douze vitraux symbolisant les tribus d'Israël identiques à ceux de la synagogue de Dijon. L'imposante façade mesure 36 mètres de hauteur et le bâtiment possède 1800 places assises.
Au-dessus de l'arche sainte est gravée la phrase « ה׳ ניסי » (« L'Éternel est ma bannière » Ex 17. 15). Le chœur est séparé de l’assemblée par une balustrade et la bimah (tribune de l’officiant) surélevée de cinq marches.

Intérieur de l'Arche sainte de la synagogue de la Victoire.

## Activité
Pendant des années, le Grand Rabbin de France Joseph Sitruk y donnait une conférence hebdomadaire les lundis.
C'est également la synagogue dans laquelle a officié son successeur Gilles Bernheim, avant et pendant son mandat de Grand-Rabbin de France.
Tous les ans, le dimanche qui précède Roch Hachana (jour de l'an israélite), a lieu à la synagogue de la Victoire une cérémonie à la mémoire des Martyrs de la Déportation retransmise à la télévision sur France 2.